# Карамали-Губеєво
Карамали́-Губе́єво (рос. Карамалы-Губеево, башк. Ҡарамалы-Ғөбәй) — село у складі Туймазинського району Башкортостану, Росія. Адміністративний центр Карамали-Губеєвської сільської ради.
Населення — 1120 осіб (2010; 1052 у 2002).
Національний склад:
- башкири — 49 %
- татари — 47 %